# 曲萼石豆兰
曲萼石豆兰（学名：Bulbophyllum pteroglossum），为兰科石豆兰属下的一个植物种。